# Čokotar
Čokotar (Servisch cyrillisch Чокотар) is een plaats in de Servische gemeente Brus. De plaats telt 33 inwoners (2002).